# Granny

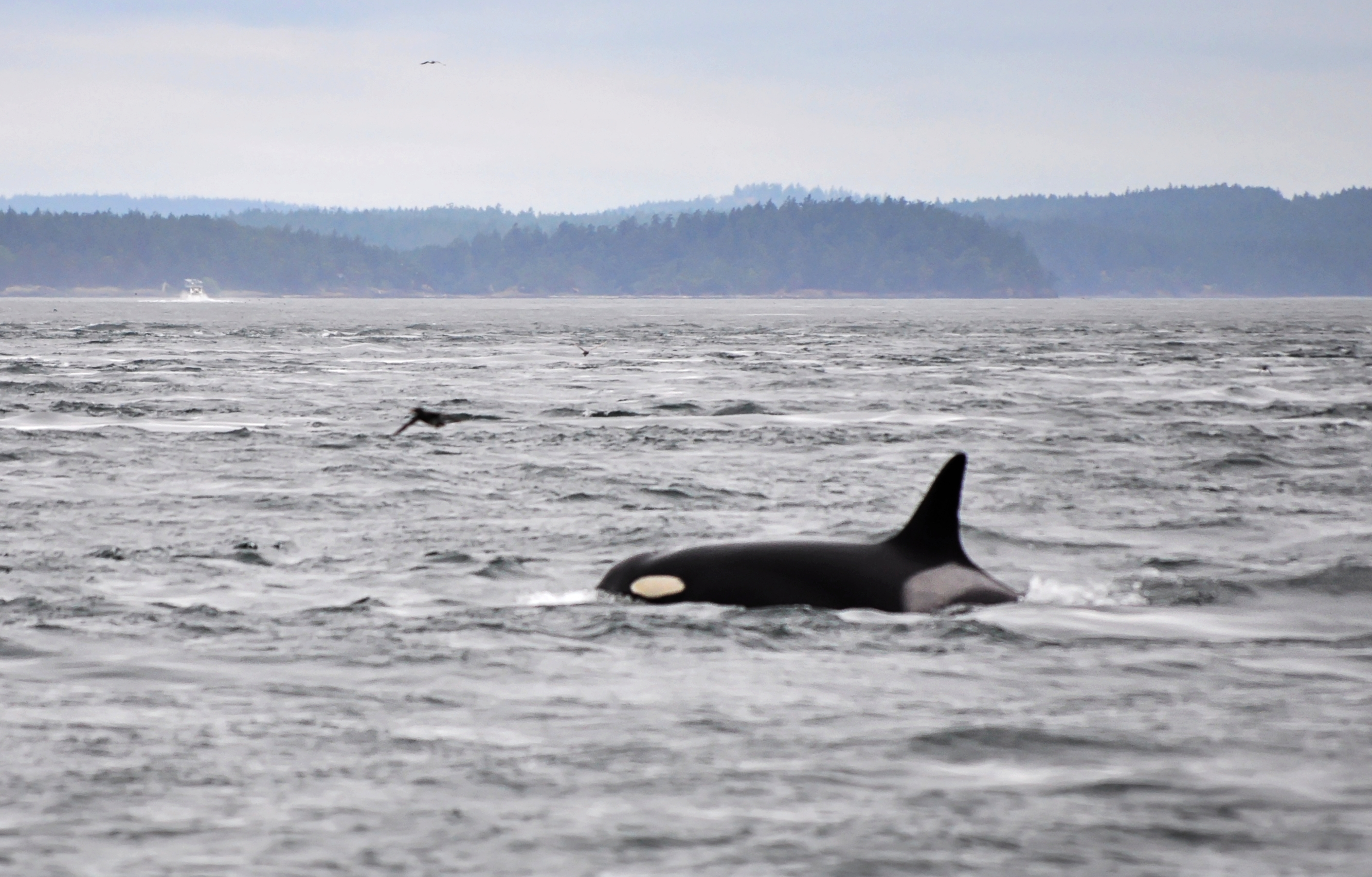
Der Schwertwal J2 Granny

Granny (* zwischen 1936 und 1951; † Ende 2016), die auch als J2 bekannt ist, war ein weiblicher Schwertwal (Orca). Frühe Schätzungen gingen davon aus, dass sie um das Jahr 1911 geboren wurde, was bedeutet hätte, dass sie zum Zeitpunkt ihres Todes 105 Jahre alt war. Dies gilt mittlerweile als falsch. Sie wurde zuletzt am 12. Oktober 2016 gesehen und im Januar 2017 vom Center for Whale Research für tot erklärt.

## Beschreibung

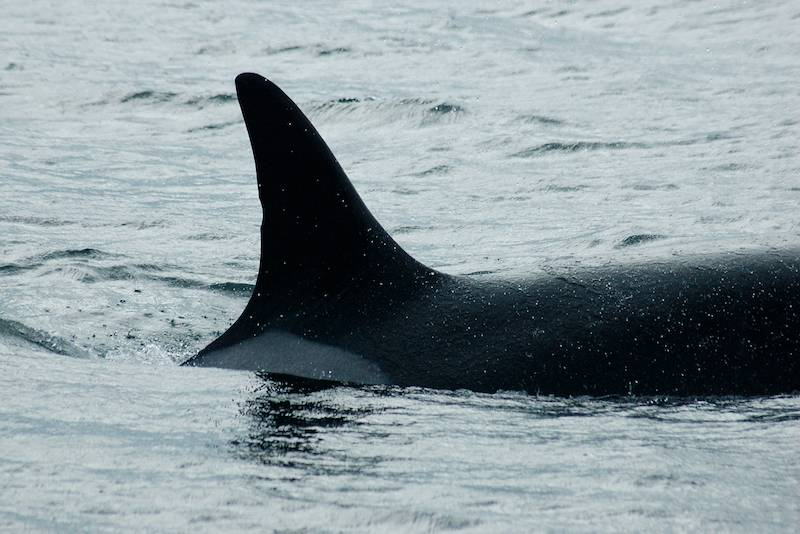
Die einzigartige Rückenflosse von J2 Granny mit einer halbmondförmigen Kerbe, aufgenommen 2007 in der Haro-Straße in Washington State

Granny war an ihrem Sattelfleck (englisch saddle patch) hinter ihrer Rückenflosse erkennbar sowie an einer halbmondförmigen Kerbe in der Rückenflosse.

## Alter
Das Alter von Granny wurde anhand ihrer Nachkommen geschätzt. Schwertwale werden im Alter von 15 Jahren geschlechtsreif und bekommen ab 40 keinen Nachwuchs mehr. Wenn mehrere Generationen in der gleichen Gruppe leben, kann ihr Alter somit zuverlässig geschätzt werden. Granny wurde 1967 mit dem Rest ihrer Gruppe gefangen, war damals aber bereits zu alt für einen Meeres-Themenpark, so dass sie wieder freigelassen wurde.
1971 wurde sie mit J1 Ruffles, einem männlichen Wal fotografiert, von dem angenommen wurde, dass er ihr Sohn sei. Ruffles war zu diesem Zeitpunkt mindestens 20 Jahre alt, und da angenommen wurde, dass er ihr letzter Nachkomme gewesen sei, wurde ihr Alter damals auf etwa 60 Jahre geschätzt. Mittlerweile wird Ruffles nicht mehr als ihr Sohn angesehen, was eine neue Bewertung der Altersschätzung nötig machte. Gewebeuntersuchungen deuten auf ein Alter zwischen 65 und 80 Jahren hin, was der durchschnittlichen Lebenserwartung weiblicher Schwertwale entspricht. Angeblich soll sie bereits in den 1930er Jahren fotografiert worden sein. 

## J-Pod
Granny lebte mit mehreren ihrer Nachkommen im sogenannten J-Pod, einer Gruppe von etwa 25 Schwertwalen. J-Pod bildet zusammen mit K-Pod und L-Pod den sogenannten J-Clan, der mittlerweile die gesamte verbliebene Population der Southern Resident Killer Whales ausmacht. Diese lebt in den Sommermonaten in den küstennahen Gewässern von British Columbia und Washington State und schwimmt von dort bis nach Südost-Alaska und Mittel-Kalifornien.
Als ältestes Weibchen galt sie als Matriarchin der Gruppe. Vermutlich leben in der Gruppe sowohl Enkel als auch Urenkel von ihr.

## Bedeutung
Das hohe Alter von Granny wurde als Argument verwendet, Wale nicht in Gefangenschaft zu halten, da diese in Gefangenschaft bei weitem nicht so alt werden. Als ältester Schwertwal in Menschenhand gilt gegenwärtig (Stand 31. März 2023) das Weibchen „Corky“ mit ca. 58 Jahren.
Granny spielte eine wichtige Rolle bei Umweltschutzbestrebungen, die zum US-amerikanischen Endangered Species Act von 1973 führten. Umweltschützer schätzen, dass sich in ihrem Körper bereits 0,1 Promille PCBs angereichert haben und dass die Fortpflanzungsfähigkeit ihrer Nachkommen durch die Umweltverschmutzung in Mitleidenschaft gezogen wurde. Außerdem leiden Granny und ihre Familie durch den Rückgang der Lachspopulation an der US-amerikanischen Westküste.
Granny wird in Sally Hodsons amerikanischem Kinderbuch über Schwertwale mit dem Titel Grannys Gruppe: Eine Erzählung über wilde Schwertwale (Granny’s Clan: A Tale of Wild Orcas) beschrieben.